# Gregory Lawrence Parkes

Wappen von Gregory Lawrence Parkes

Gregory Lawrence Parkes (* 2. April 1964 in Mineola) ist ein US-amerikanischer Geistlicher und römisch-katholischer Bischof von Saint Petersburg.

## Leben
Der Bischof von Orlando, Norbert Mary Leonard James Dorsey CP, weihte ihn am 26. Juni 1999 zum Priester.
Papst Benedikt XVI. ernannte ihn am 20. März 2012 zum Bischof von Pensacola-Tallahassee. Die Bischofsweihe spendete ihm der Erzbischof von Miami, Thomas Gerard Wenski, am 5. Juni desselben Jahres; Mitkonsekratoren waren John Gerard Noonan, Bischof von Orlando, und Felipe de Jesús Estévez, Bischof von Saint Augustine.
Papst Franziskus ernannte ihn am 28. November 2016 zum Bischof von Saint Petersburg. Die Amtseinführung fand am 4. Januar des folgenden Jahres statt.
Sein jüngerer Bruder, Stephen Parkes (* 1965), ist Bischof von Savannah.